# Buenas prácticas pecuarias

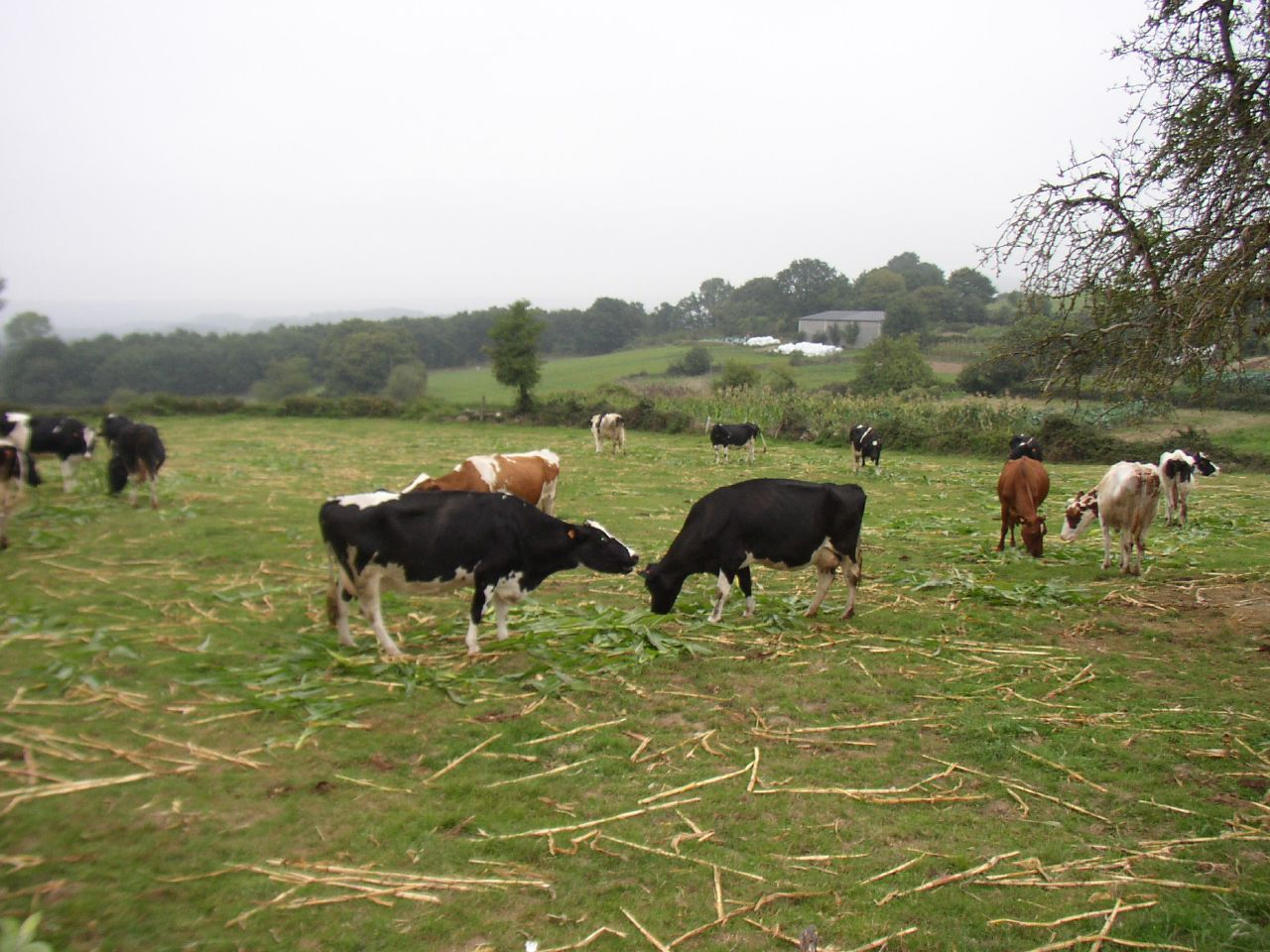

Las Buenas prácticas pecuarias (BPP) o más conocidas como buenas prácticas ganaderas, son un conjunto de procedimientos, actividades, condiciones y controles que se aplican en las unidades de producción de animales, con el objeto de disminuir los peligros asociados a agentes físicos, químicos o biológicos, así como los riesgos zoosanitarios en los bienes de origen animal para consumo.  
Los controles que se realizan dentro del marco de las buenas prácticas pecuarias tienden a reducir la mortalidad de estos animales, y por ende, el desembolso para cubrir gastos por enfermedades ocasionadas, medicamentos y pérdidas en la producción animal.
Asimismo, éstas prácticas se basan en recomendaciones con el fin de optimizar la eficacia en los niveles de producción, con un elevado contenido social que respete el medio ambiente y las condiciones de los individuos que desarrollan tareas vinculadas al sector agropecuario.
Las personas encargadas del procesamiento, distribución y manipulación de productos alimenticios, son responsables de garantizar la calidad e inocuidad de los mismos. Para ello, cada etapa de procesamiento involucra una serie de protocolos específicos y diseñados de acuerdo a estándares internacionales como ser los redactados por la Organización Mundial de Sanidad Animal, además de la legislación vigente para cada país.

## Factores a considerar para el cumplimiento de las BPP
Existen elementos a tener en cuenta a la hora de organizar la producción y estandarizar el cumplimiento de las buenas prácticas pecuarias. Estos criterios permiten optimizar la productividad de un criadero, basándose en un protocolo previamente diseñado:
- Organización del establecimiento
- Volumen de producción
- Planificación de la producción
- Número de operarios
- Capacitación del personal
- Datos e historial del criadero

Asimismo, las BPP establecen en su protocolo las acciones a realizar para el eliminado de residuos provenientes de la faena, disección y ordeñe, por ejemplo.
La normativa, aborda procedimientos para la separación de materiales residuales sólidos y líquidos. Esto tiene como finalidad evitar obstrucciones en cañerías y/o tuberías, y limitar la contaminación ambiental.
Del mismo modo, se prevén técnicas para separar la materia orgánica de los coloides (establecimiento de lagunas de estabilización).  En el mismo protocolo, se deben tener en cuenta los gastos ocasionados en cada etapa y los materiales y sustancias que deben emplearse.

## España
En España se han emitido unas guías en relación con la higiene que se debe mantener con el fin de mejorar la eficiencia en la producción y la excelencia del producto obtenido, aplicable a bovino, ovino y porcino.